# FECオフィス
有限会社FECオフィス（FEC Office Inc.）は、お笑い芸人を中心とした沖縄県の芸能事務所、芸能プロダクション。
所属芸人・タレントは「演芸集団FEC（フリーエンジョイカンパニー）」の団員であり、FECオフィスは演芸集団FECのマネージメントを行なう会社である。1993年創業。
社是「Made in うちなー、Made in FEC」は現社長・山城智二が提唱した。沖縄でしか見られない、ウチナーンチュにしかできない笑いと事業を常に追求している。

## 会社概要
お笑いコンビ「ファニーズ」の山城達樹によって1993年10月旗揚げ、2001年11月有限会社となり会社組織となる。
お笑い芸人・タレント部門、音楽事業部・Qwacchi-Noiz、国際通りバサナイスタジオ（配信部・録音部）、構成作家部門、YouTuber、スポーツ事業部、芸人バスガイド（観光事業）、県産品実演販売事業部、商品開発部で構成される。
オリジナルのコーヒー「赤瓦焙煎珈琲」、2023年月桃の香りのするスパイス「てぇーげースパイス」を開発、販売している。
主な舞台活動
- 演芸集団FEC定期公演「FECお笑い劇場」
- 演芸集団FEC旗揚げ公演※毎年10月
- フレッシュお笑い選手権
- 基地を笑え!お笑い米軍基地（演出：まーちゃん）
- あぎじゃび商店（演出：知念だしんいちろう）
- お笑いグスージ絵巻（演出：知念だしんいちろう）

## 主な受賞歴
- 1990年、沖縄県主催「パフォーマンス大賞」優勝（ファニーズ）
- 2010年、第48回ギャラクシー賞〜奨励賞・RBCiラジオ「久茂地放送屋」[2]（山城智二、賀数仁然・構成作家）
- 2010年、九州日本民間放送連盟ラジオ番組ワイド部門〜優秀賞受賞・RBCiラジオ「久茂地放送屋」（山城智二、賀数仁然・構成作家）
- 2012年、平成24年日本民間放送連盟賞 「JBA Awards 2012」番組部門ラジオエンターテインメント番組〜最優秀賞受賞・RBCiラジオ「ラジオドラマ"40才のタンカーユーエー"」[3]（まーちゃん・脚本演出）
- 2013年、第50回ギャラクシー賞ラジオ部門〜優秀賞受賞・RBCiラジオ「ラジオドラマ"40才のタンカーユーエー"」[4]（まーちゃん・脚本演出）
- 2013年、第47回沖縄タイムス芸術選賞「奨励賞」（演芸集団FEC）
- 2017年、ショートショート フィルムフェスティバル & アジア2017（SSFF & ASIA）ベストアクター賞[5]（山城智二）
- 2018年、第40回琉球新報活動賞「文化・芸術活動部門」受賞[6]（演芸集団FEC）
- 2018年、第29回新唄大賞「愛さ栄昇節」大衆賞受賞[7]（護得久栄昇）
- 2018年、第55回ギャラクシー賞ラジオ部門〜選奨受賞・エフエム沖縄「旧盆特別番組 How to うちなー嫁」[8]（知念だしんいちろう）
- 2019年、第5回 沖縄書店大賞 絵本部門・準大賞受賞（いさお名ゴ支部）
- 2023年、令和5年度沖縄県文化協会賞・団体賞受賞「南風原町劇団・海」（仲座健太・脚本演出）

## 特徴・社風
- 『Made in ウチナー Made in FEC』を掲げ、沖縄でしか見られない、ウチナーンチュにしかできない笑いを常に追求している[1]。
- 沖縄の風土に沿ったキャラクターを生み出す方向性もあり、これまでに「やぎのシルー」、ユタキャラ「大兼のぞみ」、ゆるキャラ「ミルク神」、県外でも活動している「護得久栄昇」等が誕生している。
- 各芸人の個性を伸ばす事を大事にし、枠にとらわれない自由な芸人の育成を目指す。その為、賞レースに中々フィットする芸人が少ない。県内の一部大会では好成績を残している時期もあったが、近年は優勝までには至っていない。
- 社会貢献活動も実施しており[9]、小波津正光（まーちゃん）は難病情報誌アンビシャスの音訳作業を10年以上行っている[10]。
- 沖縄の抱える社会問題をお笑いへ昇華し表現している。小波津正光（まーちゃん）作演出の「お笑い米軍基地」は2005年から続けており、初演から一部県内外でも評価がある。
- 所属芸人の演技力には定評があり、沖縄県内を中心に映画やドラマに出演している。
- ゴリラコーポレーションこうへいが琉球ドラゴンプロレスにてプロレスデビューする等、笑いに対する枠がほとんど無い。
- 学生向けのイベント「にんきもん」を運営していた。2016年～スタート。人気イベント化を企図するも一部主要メンバーの解散等もあり現在はRBCiラジオ「にんきもんラジオ」に引き継がれる。
- 2017年から地元の伝統芸能「組踊」にも積極的にアプローチをしており、キンピラゴボウが那覇高校同級生で琉球古典⾳楽実演家の仲嶺良盛と共に組踊魅力をカジュアルに伝えたいと、演奏や、組踊をテーマに取り入れたお笑いネタで初心者でも楽しめる「58組踊」という舞台公演を続けている。
- 有志達でエイサーチーム「国際通り青年会」を立ち上げ、地域貢献を大事にする活動を続けている。北谷町栄口区青年会に手ほどきをうけ、本格的なエイサーを披露するなど伝統芸能に対しても真面目に取り組んでいる。
- 県内各地のビーチで美らビーチクリーン活動をパーラナイサーラナイを中心に取り組んでいる。
- 近年では県外企業の実演販売会社「KODEKA」などと業務提携し県内での実演販売士を育成・運営をしている。
- 観光客、修学旅行団体向けのゴリラコーポレーションによる芸人バスガイド事業も伊江島観光バスと提携し立ち上げた。
- 業務提携の依頼が多い。THE BOOMのギタリスト「小林孝至」と業務提携したことも発表された。
- 2021年2月12日（旧正月）に「国際通りバサナイスタジオ」（配信・録音専用のスタジオ）を立ち上げた。良くも悪くもコロナ禍でも攻めの姿勢を取っている。
- スタジオのロゴマークを県出身でウォルトディズニーアニメーションスタジオ、ピクサー、ワーナーブラザーズでCGデザイナーとして活躍している糸数弘樹に制作依頼した。
- 県内で活躍するアスリート達をサポートする「沖縄スポーツマネジメント」という会社の立ち上げに関わっている。
- 山城智二社長の掛け声でフリーエンジョイプロフェクトと銘打ち、お笑いの発想を生かし沖縄の文化に貢献できるような商品開発を始めた。第一弾として「赤瓦焙煎珈琲」を開発、販売をスタート。しかし遠赤外線焙煎は通常の焙煎と相違がないとの声もあり注意が必要である。
- 創業30周年を記念して、創設者山城達樹のドキュメンタリー映画を製作。2023年秋にスターシアターズ系の一部劇場にて公開され、映約3ヶ月間県内でロングラン上映された。
- 所属芸人の高齢化、新人若手の発掘と事務所への定着、様々な事業の展開とその後の継続、黒字化等、多くの課題も抱えている。
- 月桃を斬新に使用した「てーげぇースパイス」を開発、販売。沖縄産業まつりに出店した際に完売した。
- 音楽レーベル「Qwacchi-Noiz」はこれまでにシングル20作品、アルバムは5作品をリリースしている。メジャーデビューするアーティストが続々誕生している。

## 主な出版物
- 2006年「お笑い米軍基地―基地に笑いでツッコむうちなー(沖縄)的日常」小波津 正光著（グラフ社）
- 2009年「お笑い沖縄ガイド 貧乏芸人のうちなーリポート」小波津 正光著（NHK出版）
- 2010年「まーちゃんのお笑いニュース道場」小波津 正光著（琉球新報社）
- 2016年「さきがけ!歴男塾 1 開講の巻」賀数仁然著（沖縄タイムス社）
- 2017年「護得久栄昇大全」（Pヴァイン）[11][12]
- 2018年「さきがけ!歴男塾 2 熱血ふくらしゃの巻」賀数仁然著（沖縄タイムス社）
- 2018年「クヮッチーノイズ」（Victor Entertainment）[13]
- 2018年「ぼくもあったらいいなぁ」いさお名ゴ支部著（沖縄タイムス社）
- 2023年「護得久栄昇大全Ⅱ」（テイチクエンタテインメント）
- 2023年「FECお笑い全集」（テイチクエンタテインメント）
- 2025年　THE安里1丁目ミラクルボーイズ「奇跡の1マイル」（テイチクエンタテインメント）[14][15][16][17]

## 沿革
- 1989年、山城達樹（ファニーズ）が沖縄大学において「自由で楽しい学園生活」をモットーとするサークル「FEC」を立ち上げる。
- 1990年、ファニーズが県主催の「パフォーマンス大賞」に優勝。それを機にお笑いサークルとなった。その後、「ふんけり」「ダラーズ」「宇地原勇と風小僧軍団」などぞくぞくとコンビが誕生。学園祭で話題となる。
- 1993年、山城卒業と同時に事務所「FECオフィス」を設立。10月13日「演芸集団フリーエンジョイカンパニー」を旗揚げ。
- 1994年、4月から月1回の定期公演「お笑い劇場」が始まる。同年7月、新人発掘の為の大会「第1回フレッシュお笑い選手権」が行なわれ「ぽってかすー」（まーちゃん）が第1回目の大賞を受賞。その後も現在に至る迄、新人発掘に積極的に取り組んでいる。
- 1996年、8月、創設者の山城達樹が人気絶頂の中、急逝。その後、実弟でもある山城智二が代表を引き継いだ。
- 1997年、渡久地政作（ファニーズ）、ふんけりが定期公演を卒業。
- 1999年、第6回フレッシュお笑い選手権にて、仲座健太（ハンサム）が大賞を受賞
- 2001年11月、FECオフィスが有限会社となり、会社組織へ。それに伴い、事務所も那覇市古波蔵から国際通りへ。
- 2002年、演芸集団3代目団長に崎濱秀彰就任。
- 2003年、演芸集団4代目団長に仲座健太就任。第10回フレッシュお笑い選手権にて、いさお名ゴ支部が大賞受賞。
- 2005年、慰霊の日前の6月18日に沖縄で「お笑い米軍基地」初演。終戦記念日前の8月11日に東京で、FEC県外初公演としても公演を行なった。
- 2006年、「お笑い米軍基地」の模様がRBCで1時間特番、九州ネットで30分特番で放送される。さらに、全国ネットのTBS「イブニング5」、「NEWS23」でも放送。
- 2007年、朝日新聞社主催で県外2度目の公演となる「お笑い米軍基地 in 福岡」（大博多ホール）を行なう。
- 2008年、RBC沖縄県産ヒーロードラマ「琉神マブヤー」の主役に知念臣悟、悪役に仲座健太が抜擢される。東京、大阪にて「お笑い米軍基地」公演を行なう。
- 2010年、山城智二、賀数仁然（構成作家）が出演のRBCiラジオ「久茂地放送屋」が第48回ギャラクシー賞奨励賞と九州日本民間放送連盟ラジオ番組ワイド部門優秀賞を受賞。文化事業部の賀数仁然による「歴史ツアー」が始まる。
- 2011年、沖縄テレビ「O-1グランプリ」ドラゴンエマニエルが優勝しFEC入団。沖縄新ヒーロー番組「ハルサーエイカー」がスタート。山城智二、仲座健太、知念だしんいちろう、知念臣悟が主要キャストとして出演。
- 2012年、まーちゃんが脚本・演出したRBCiラジオスペシャル・復帰40周年特別番組ラジオドラマ「40才のタンカーユーエー」が平成24年日本民間放送連盟賞 ”JBA Awards 2012” 番組部門ラジオエンターテインメント番組「最優秀賞」[3]受賞。定期公演「お笑い劇場」が200回を迎え、記念に「本島縦断200キロ」駅伝を敢行。山城智二主演の映画「ナッシングパーツ71」が公開。沖縄ヒーロー番組「ハルサーエイカー2」がスタート。山城智二、仲座健太、知念だしんいちろう、知念臣悟が主要キャストとして出演。
- 2013年、「第47回沖縄タイムス芸術選賞奨励賞」を受賞[18]。RBCiラジオスペシャル・復帰40周年特別番組ラジオドラマ「40才のタンカーユーエー」が第50回ギャラクシー賞ラジオ部門・優秀賞受賞[4]。ハンサムが沖縄テレビ「O-1グランプリ」初優勝。山城智二が沖縄ファミリーマート企画「結プロジェクト」で、ハワイ・ロサンゼルス・ペルー・ボリビア・アルゼンチンにて世界のウチナンチュと出会う旅に参加[19]。au沖縄セルラースタジアム那覇にて旗揚げ20周年記念「ファン感謝祭」を開催[20]。
- 2014年、現役高校生コンビだったニライカナイが沖縄テレビ「O-1グランプリ」優勝[21]。
- 2015年、ドラゴンエマニエルが沖縄テレビ「O-1グランプリ」2度目の優勝[22]。まーちゃんが初期の喉頭がん治療のため、約3カ月に渡り活動を休止[23][24][25]。11月に復帰し、復帰公演「ガンバック公演」を国立劇場おきなわで開催[26][27][28]。ハルサーエイカー2の続編として映画『ハルサーエイカー THE MOVIE エイカーズ』が公開。山城智二、仲座健太、知念だしんいちろう、知念臣悟が主要キャストとして出演。
- 2016年、ドラゴンエマニエルが沖縄テレビ「O-1グランプリ」2年連続3度目の優勝[29]。賀数仁然脚本「まけじ魂!謝花昇」の芝居で八重瀬町の小中学校、一般公演を行なう[30]。
- 2017年、山城智二がショートショート フィルムフェスティバル & アジア（SSFF & ASIA）においてベストアクター賞を受賞[31]。あきら（パーラナイサーラナイ）、しょうご（ドラゴンエマニエル）、ぎぼっくす出演の求人誌ルーキーCM「マイルドヤンキー」が沖縄広告協会広告賞の総合グランプリ受賞[32]。音楽事業部・音楽レーベル「Qwacchi-Noiz」を設立。護得久栄昇がブレーク。東京のレコード会社「Pヴァイン」からCDアルバム「護得久栄昇大全」のリリース[12]や、FMヨコハマにてレギュラー出演も決まる等、県外でも活動。沖縄ヒーロー番組「ハルサーエイカー」の続編「エイカーズグランドマスター」がスタート。主役にこーた（KYデンジャラス）がオーディションで選出。山城智二、仲座健太、知念だしんいちろう、知念臣悟が主要キャストとして出演。KYデンジャラスが現役高校生と立ち上げた現役高校生イベント「にんきもん」をサンエー那覇メインプレイスで開催。1000名以上の学生達が集まった。
- 2018年、「第40回琉球新報活動賞」を受賞[33][34]。護得久栄昇がラジオ沖縄主催の新唄大賞において「大衆賞」を受賞[35]。山城智二が元SMAPの稲垣吾郎、草彅剛、香取慎吾が出演する4本の短編からなるオムニバス映画「クソ野郎と美しき世界」エピソード3「光へ、航る」（監督&脚本：太田光）に出演。ニッキーが東京のものまねショーパブ「そっくり館キサラ」のオーディションに合格、月1で東京と沖縄を往復でレギュラー出演開始。知念だしんいちろうがパーソナリティーを務めたエフエム沖縄「旧盆特別番組 How to うちなー嫁」が第55回ギャラクシー賞ラジオ部門選奨受賞。護得久栄昇のデビュー曲「愛さ栄昇節」がビクターエンタテインメントのコンピアルバムに選ばれる[36]。ドラゴンエマニエルが琉球朝日放送「お笑いバイアスロン2018」にて銅メダル獲得。お笑い劇場プロデューサーにみっち〜が就任。10月旗揚げ25周年を迎える。「Qwacchi-Noiz」コンピレーションアルバムをビクターから発売しメジャーデビュー。宜野海浜公園屋外劇場にて無料のファン感謝祭を開催した。
- 2019年、いさお名ゴ支部の絵本「ぼくもあったらいいなぁ」が沖縄書店大賞絵本部門にノミネートされ準大賞を受賞。山城智二が出演の映画「洗骨」、映画「ココロ、オドル」が公開。前田夏希、凸凹トラベリングがNHK総合「有田Pおもてなす」へオーディションを通過し出演。20代若手3組のユニット・ハイアップローのレギュラーTV番「にんきもん」が始まる。山城智二、知念だしんいちろうが監督・脚本のオムニバスホラードラマQAB「しに怖い夜」オンエア。OTV「トラウマナイトレジェンド」にアカバナー青年会、なかち、わたぬきかなが出演。「執心鐘入」は、なかちが主役に。お笑いバイアスロン2019にパーラナイサーラナイ（4位）、知念だしんいちろうがファイナルに進出。
- 2020年、琉球放送創立65周年特別番組・琉球歴史ドラマ「尚円王」で主人公の尚円王役に知念臣悟が選ばれる。具志堅（わさび）がRBCiラジオ「具志堅ストアー」メインパーソナリティへ。FECが冠番組、RBCテレビ「FECのひまだったんでこんなこと考えてみた!」が土曜昼間スタート。コロナ禍の中、毎年行っていた「フレッシュお笑い選手権」の代わりに「第1回全琉お笑い動画グランプリ」を行う。伊江島観光バスと業務提携し「芸人バスガイド」事業を立ち上げ、ゴリラコーポレーションが第一弾ガイドとして活動。東京で実演販売士会社「KODEKA」と業務提携。実演笑売士としてキンピラゴボウ、しょうへい（わさび）、松田オイル（オードブル）、ただのあきのり、町田千歩がデビューした。映像・音楽コンテンツの充実を図り、「FECスタジオ」を立ち上げた。コロナ禍の中「でも攻める。だからこそ攻める。」をテーマにFECスタジオと劇場から旗揚げ周年記念公演を27時間生配信で行った。護得久栄昇、仲座健太が日本テレビ「マツコ会議」に出演。
- 2021年、旧正月の2月12日「国際通りバサナイスタジオ」と命名し、新規事業としてスタジオの本格運用がスタート。スタジオロゴマークを県出身のCGデザイナー糸数弘樹に依頼。まーちゃんが沖縄全島エイサー祭り実行委員会制作のドラマ「エイサーどんどん」の主役を演じた。FECお笑い劇場プロデューサーにわさびが就任。企画、撮影、編集、全て手作りで制作のテレビ番組「Qちゅ～ば～」がスタート。コロナ禍で毎日ヘディング動画をあげ続けたぎぼっくすがその縁で結婚!流れで「タモリ倶楽部」に出演。わさびがNHK沖縄が開催した第一回首里1グランプリのチャンピオンに。現役琉大生のお節介ピーナッツの海がフジテレビ「ハモネプリーグ」に琉球グルーパーズとして出演。相方で同大OBのこーのせつが楽譜制作、歌指導など裏でアシスト。仲座健太とただのあきのりが地元南風原町観光大使に就任。知念だしんいちろうが音楽レーベルQwacchi-Noizのエグゼクティブプロデューサーに就任。ゴリラコーポレーションが毎日放送「歌ネタ王決定戦2021」準決勝に進出。
- 2022年、山城智二、アカバナー青年会、ニッキーが出演した映画「ミラクルシティコザ」が公開。護得久栄昇がNHK福岡「○○すぎる選手権2」に出演。ゴリラコーポレーション、みっち～がNHK福岡「爆笑オンエアバトル九州・沖縄」本選に出場、ゴリラコーポレーションがオンエアを獲得。NHK連続テレビ小説「ちむどんどん」になかちが陸上部員Aとして出演。護得久栄昇がNHK福岡「六本松サテライト」に出演。ニッキーが沖縄でロケをしたTBSテレビ「世界ふしぎ発見」のミステリーハンターを務める。凸凹トラベリングが沖縄フェアで毎週県外へ。凸凹トラベリングりょうとがau沖縄セルラーTVCMへ出演。
- 2023年、O-1グランプリ本選にわさび、キンピラゴボウ、なかちが進出。わさびが3位に。1月18日に護得久栄昇がテイチクエンタテインメントよりアルバム「護得久栄昇大全Ⅱ」で完全メジャーデビュー。護得久栄昇がNHK福岡「○○すぎる選手権3」に出演。知念だしんいちろう（企画・脚本・演出）が服飾文化とお笑いを掛け合わせた歴史劇「お笑いグスージ絵巻」を首里城世誇殿にてモニター公演[37]。護得久栄昇と仲座健太がHYSKYFes2023に出演。護得久栄昇がフジテレビ「めざましテレビ」に出演。9月8日に山城智二が監督を務めたドキュメンタリー映画「ファニーズ」が公開された。スターシアターズ系で公開され約3ヶ月のロングラン上映された。
- 2024年、O-1グランプリ本選にハンサム、あきら本店、ぎぼっくす（ビックボディ）が進出。ハンサムが3位に。沖縄キリスト教学院大学と包括連携に関する協定を締結。2021年より外部講師を務めてきた、知念だしんいちろうが非常勤講師に就任。仲本百合香が初代沖縄観光大使（スポーツ部門）に就任。代々木公演で開催されたOkinawaまつりに護得久栄昇等、FECメンバーで出演。山城智二は総合MCを務めた。
- 2025年、O-1グランプリ本選にハンサム、わさびが進出。わさびが3位に。2月19日にFEC戦後80年平和祈念事業の第一弾としてTHE安里1丁目ミラクルボーイズ（まーちゃん、ゴリラコーポレーション幸平、なかち）が楽曲「奇跡の1マイル」でテイチクエンタテインメントよりメジャーデビュー。RBCiラジオ「MUSIC SHOWER Plus＋」のシャワープッシュ、RBCテレビ・RBCiラジオ「#あなたの623」キャンペーンCMソングに選ばれる等、話題に。勢いに乗り、3月15日「HY SKY Fes 2025&前夜祭」のフロントアクトとしてメインステージに出演する。

## 所属タレント

### 演芸集団FEC
- ファニーズ（山城達樹、渡久地政作）
- 山城智二
- まーちゃん
- ウーマクーボーイズ（まーちゃん、いさお名ゴ支部）
- ハンサム（仲座健太※南風原町観光大使、金城博之）
- いさお名ゴ支部
- やぎのシルー
- あきら本店
- ヨーガリーまさき
- 知念だしんいちろう
- 大兼のぞみ
- すぱるたいんづ（知念臣一郎、ヨーガリーまさき）
- 知念臣悟
- アカバナー青年会
- ゴリラコーポレーション（ゆうすけ、こうへい）
- 真夜中っていうかしんや
- ぎぼっくす
- 大福みっちー（※旧名：みっち～）
- キンピラゴボウ（たいが、もりみつ）
- わさび（具志堅、小だいら君）
- 山城皆人
- ニライカナイ（しゅーた、山城皆人）
- なかち
- オードブル（松田健吾、モコモコもとし）
- ただのあきのり※南風原町観光大使
- すいんちゅまーまー
- 凸凹トラベリング（かいり、りょうと）
- パインペーチン君 - ナゴパイナップルパーク公認キャラクター
- ボーズメンKEN
- つかやまちえ
- ゆみこ準備中
- ミルクの神様※ゆるキャラ
- ニッキー【業務提携】

※以下のプロフィールは公式HPに表示なし。
- パーラナイサーラナイ（大田享、知念臣悟）
- こなぱぱ（パパ、こなつ）

#### パフォーマー
- Performer Sakae（DJ SAKAE）
- DJレイコ
- Performer JJ【業務提携】

#### タレント
- ジリ・ヴァンソン【業務提携】
- 島袋彩子（フリーアナウンサー）【業務提携】
- 仲本百合香※ミス・スプラナショナル日本代表
- ちひろ
- 譜久里武【業務提携】
- バネ人間【業務提携】
- 大城璃空（キッズモデル）
- 中村広輝【業務提携】
- トリーシャ
- 伊波紗友里（フリーアナウンサー）【業務提携】
- 當眞志菜
- 喜友名ひとみ（第38代泡盛の女王）
- SHURI（モデル）
- 友利まお
- ドリームシスターズ（3姉妹シンガー）

### 俳優
- しろまゆうた
- 平良実織

### 音楽事業部（Qwacchi-Noiz）
- ハイアップロー
- 護得久栄昇（伝統芸能部門）テイチク所属
- 大兼のぞみ with.DJレイコ
- アザラシ
- MC護佐丸 with.いーちふぁ君※中城村護佐丸大使
- 国際通り青年会（エイサー団体）
- THE安里1丁目ミラクルボーイズ-テイチク所属
- よなは徹【業務提携】
- 舞踊集団花やから【業務提携】
- 小林孝至（ex.THE BOOM）【業務提携】
- 當間美久（フルート奏者）【業務提携】
- ドリームシスターズ（3姉妹シンガー）【業務提携】
- さいおん橋おきなわ都市伝説俱楽部

### 構成作家
- 大田享
- 松田健吾
- 神里涼太

### YouTuber
- FECフィッシングエンジョイクラブ

### スポーツ事業部
- 譜久里武【業務提携】
- ダッシュマン・ゴールド
- ダッシュマン

## 主なレギュラー番組

### 平日（月〜金）
- FM沖縄「Radio dub」山城皆人（月火水）、なかち（火金）
- RBCiラジオ「具志堅ストアー」（わさび・具志堅）
- テレビ2局「がんじゅうタイム」（仲座健太、仲本百合香）

### 月曜日

#### テレビ
- QAB「CATCHY」（知念だしんいちろう）
- QAB「ザ・チャレンジ Qちゅ～ば～」（まーちゃん他）
- QAB「ザ・チャレンジ プチ OKINAWA TRAVELLER」（ジリ・ヴァンソン）

#### ラジオ
- FM沖縄「Radio dub」（山城皆人）
- RBCiラジオ「MUSIC SHOWER Plus＋」（知念だしんいちろう）
- FMぎのわん「FECチューンどぉ〜!」（ニライカナイ）

### 火曜日
- FM沖縄「ゴールデンアワー」（護得久栄昇、仲座健太）
- FM沖縄「インボイスなんでも相談室」（ゴリラコーポレーション）
- FM沖縄「Radio dub」（山城皆人）
- RBCiラジオ「MUSIC SHOWER Plus＋」（知念だしんいちろう）
- RBCiラジオ「民謡で今日拝なびら」（よなは徹）
- ラジオ沖縄「People Wave α」（ゴリラコーポレーション）
- FMとよみ「夕焼けシャンシャン」（仲本百合香）
- FMぎのわん「FECチューンどぉ〜!」（なかち）

### 水曜日

#### ラジオ
- FM沖縄「Radio dub」（山城皆人）
- RBCiラジオ「沖東交通プレゼンツ ぎぼっくすのワンメーターラジオ」（ぎぼっくす）
- ラジオ沖縄「タダノリ！」（ただのあきのり）
- ラジオ沖縄Podcast「南風原BANG☆BANG」（ただのあきのり）
- FMぎのわん「FECチューンどぉ〜!」（凸凹トラベリング）

### 木曜日
- FM沖縄「Radio dub」（なかち）
- RBCiラジオ「護得久栄昇アワー」（護得久栄昇、仲座健太、なかち）
- ラジオ沖縄「〜Enjoy Everyday〜まいたの」（ただのあきのり）
- ラジオ沖縄「すぱるそば(大)」（すぱるたいんづ）
- エフエム那覇「Free Enjoy Community Radio」（喜友名ひとみ、當眞志菜、Shuri、友利まお）
- FMぎのわん「FECチューンどぉ〜!」（オードブル）

### 金曜日
- FM沖縄「Radio dub」（なかち）
- FM沖縄「ゴールデンアワー」（ニッキー）
- RBCiラジオ「民謡で今日拝なびら」（よなは徹）
- RBCiラジオ「にんきもんラジオ」（山城皆人、凸凹トラベリング）
- ラジオ沖縄「〜Enjoy Everyday〜まいたの」（ただのあきのり）
- FMぎのわん「FECチューンどぉ〜!」（キンピラゴボウ）

### 土曜日

#### テレビ
- RBC「Aランチ」（護得久栄昇）
- RBC「うまんちゅひろば」（知念だしんいちろう／構成作家）

#### ラジオ
- RBCiラジオ「只今いきものんちゅ」（ゴリラコーポレーション）
- ラジオ沖縄「暇レボリューション」（ただのあきのり）

### 日曜日

#### テレビ
- OTV「うまんちゅひろば」（知念だしんいちろう、大田享、知念臣悟）

#### ラジオ
- FMヨコハマ「かりゆし☆ランド」（護得久栄昇）
- ラジオ沖縄「作家上等！」（あきら本店）

ケーブルテレビ
- テレビにらい「あまくま歩人」（ぎぼっくす）

### 新聞・雑誌連載
- 沖縄タイムス・ワラビー「ニュースで笑いまSHOW」（パーラナイサーラナイ、ゴリラコーポレーション、キンピラゴボウ、わさび）
- 沖縄タイムス「ブラゴエク」（護得久栄昇）
- 沖縄タイムス「旧盆・シーミ―特集」（大兼のぞみ）
- 琉球新報社「まーちゃんのお笑いニュース道場」（まーちゃん）
- 週刊レキオ（琉球新報社）「まーちゃんの自作自演相談室」（まーちゃん）

## フレッシュお笑い選手権大会・歴代受賞者
- 1994年第1回大賞 ぽってかすー（まーちゃん、ひがもえる）
- 1995年第2回大賞 ダーティービューティー（ひーぷー、ミッキー）
- 1996年第3回大賞 うるくんちゅ（現キャンキャン・長浜、現プロパン7・じゅぴのり）
- 1997年第4回大賞 シーサー兄弟（現キャンキャン・玉城）
- 1998年第5回大賞 喜屋武喜屋武（現キャンキャン）
- 1999年第6回大賞 仲座健太（現ハンサム）※本戦出場／クラッシュ（現ハンサム金城）
- 2000年第7回大賞 しゃもじ
- 2001年第8回大賞 ミラクル島尻（現ノーブレーキ）※本戦出場／ミスランデブー（現パーラナイサーラナイ・あきら）
- 2002年第9回大賞 エコノミクス
- 2003年第10回大賞 いさお名ゴ支部 ※本戦出場／すぱるたいんづ、光と影のラビリンス（現パーラナイサーラナイ・あきら、真夜中っていうかしんや）
- 2004年第11回大賞 初恋クロマニヨン
- 2005年第12回大賞 うりずんマリンハント（現パーラナイサーラナイ・しんご）
- 2006年第13回大賞 パラダイス
- 2007年第14回大賞 浦添GYM
- 2008年第15回大賞 ホームラン ※本戦出場／ゴリラコーポレーション
- 2009年第16回大賞 ちゃりんこ（現しんとすけ・首里石嶺）　※本戦出場／ノルウェースウェーデン
- 2010年第17回大賞 のどちんこ ※特別賞ドラゴンエマニエル、本戦出場／ニッキー
- 2011年第18回大賞 すくいず ※本戦出場／パラダイスプラン（現TSUBASA）
- 2012年第19回大賞 インパクト（現クーターシンカ・しょうり）　※本戦出場／みっち〜、ニライカナイ
- 2013年第20回大賞 ふたりよがり ※本戦出場／エビ（現わさび・しょうへい）、前田夏希、side by side（現ばんす）
- 2014年第21回大賞 エビ（現わさび・しょうへい、33ゆうや）　※本戦出場／前田夏希、具志堅将司（現わさび）、KYデンジャラス、ばんす
- 2015年第22回大賞 とけかけのあいす ※本戦出場／KYデンジャラス、あきのり
- 2016年第23回大賞 ぷっちんぷりん ※本戦出場／凸凹トラベリング
- 2017年第24回大賞 M&M'S ※本戦出場／チョップスティックス
- 2018年第25回大賞 桃花鳥（とき）
- 2019年第26回大賞 鉄筋ビビンバ ※特別賞／黒マント集団
- 2020年※コロナ禍の為中止。代わりに「第1回全琉お笑い動画グランプリ」を行う。
- 2021年※コロナ禍の為中止。代わりに「第2回全琉お笑い動画グランプリ」を行う。
- 2022年※パフォーマンス大賞を開催した。大賞はいさお名ゴ支部の母親が受賞した。

## 過去に所属していたタレント
- 賀数仁然
- よっちゃん
- 比嘉崇（現・比嘉モエル）
- キャンヒロユキ
- 当銘正典（ふんけり）
- THE沖縄（現・空馬良樹）
- 屋宜哲司（てつよし）
- Mr.マイク
- けいたりん（プロパン7）
- じゅぴのり（プロパン7）
- 照屋歩武（ノーブレーキ）
- 長浜弘頼（ノーブレーキ）
- 新本奨（初恋クロマニヨン）
- 松田正（初恋クロマニヨン）
- 比嘉憲吾（初恋クロマニヨン）
- 上江洲英治（トーキングシャワー）
- 久田友介（トーキングシャワー）
- 井上智之（バイソン）
- 与那城真（バイソン）
- しんたろうフラペチーノ（のどちんこ）
- よしのりマキアート（のどちんこ）
- ニライカナイ（修大） - 2013年入団
- KYデンジャラス（2017年解散）
- 城間睦之（透明ランナー）
- 知念由美子（クラッシュ）→ゆみこ準備中として現役復活
- ちゅるげー
- かでけん - 2014年入団
- ティーチグスク - 2013年入団
- のぶのぶひでのぶ
- あーるけい - 2015年入団
- 又吉いとや
- まりお
- みしまごう
- みやじ
- 仲嶺真輝
- ばんす
- 33ゆうや
- 新垣勝利（クーターシンカ）
- きっぺー（ドラゴンエマニエル）
- ノルウェースウェーデン（2017年解散）
- メガネロック大屋
- ゴールドリード
- 大平スタイル（けいちゃん、きいち）
- しょうご仲村
- 前田夏希
- わたぬきかな
- 宮犬
- お節介ピーナッツ（こーのせつ、かい）
- 山原のサーターアンダギー
- 町田千歩
- アルティメットスージー[38]